# Saint Philip (parish)
Saint Philip är en parish i Barbados. Den ligger i den sydöstra delen av landet. Antalet invånare är 20 944. Huvudort är Crane. Till Saint Philip hör ön Culpepper Island.